# Tour des Alberti
La tour des Alberti est une maison-tour médiévale située à Florence, en Toscane. Cette tour de plan polygonal était le siège et la résidence des Alberti, une des familles les plus puissantes et nombreuses de la Florence médiévale.

## Histoire et description
À la base de la tour se trouve une petite galerie ouverte bâtie au XVe siècle où, sur les chapiteaux, se trouvent les armes de la famille Alberti, composées de deux chaînes qui se croisent. Après que le pouvoir de la famille florentine disparût en 1836, la propriété passa entre les mains d'autres familles, comme les Ubaldini et les Mori. La tour a été restaurée dans les années 1990.

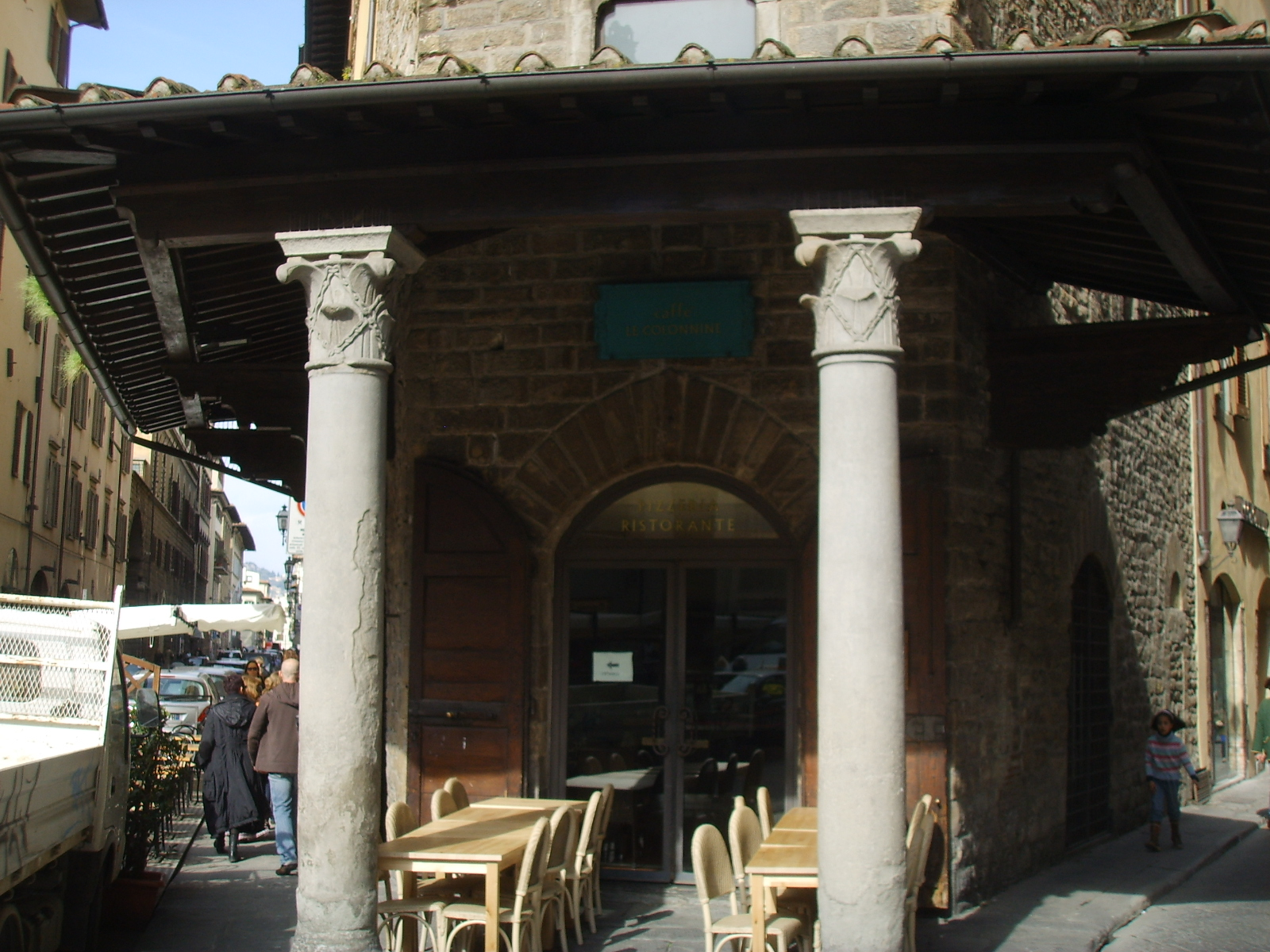
Les colonnes avec les armes de la famille Alberti.